# Bairdia dentata
Bairdia dentata är en kräftdjursart. Bairdia dentata ingår i släktet Bairdia och familjen Bairdiidae. Inga underarter finns listade.